# Ulica Zachodnia w Białymstoku
Ulica Zachodnia – ulica Białegostoku, położona w południowej części miasta, przebiegająca przez osiedla Kawaleryjskie i Nowe Miasto, począwszy od ulicy Wiejskiej do ulicy Kazimierza Pułaskiego, częściowo o przebiegu zbliżonym do równoleżnikowego w kierunku zachodnim, a częściowo mieszanym, stanowiąca część założenia architektonicznego dawnego miasta ogrodu. Droga o urozmaiconym przebiegu na odcinku nowomiejskim.

## Pochodzenie nazwy i historia
Nazwa ulicy pochodzi nie tylko od kierunku świata ku któremu aktualnie przebiega, lecz przede wszystkim ma etymologię historyczną. Nazwa pochodzi przede wszystkim od miejsca położenia w założeniu architektonicznym, w składzie którego została rozplanowana. Najpierw stanowiła zachodnią rubież dóbr Białystok, którędy przebiegała granica z ówczesną wsią Starosielce. Następnie otwierała od zachodu kolonię urzędniczą utworzoną w tym miejscu w II Rzeczypospolitej według koncepcji Miasta Ogrodu. W czasie okupacji nosiła nazwę Fanfaren.
Ulica widnieje na Planie miasta Białegostoku z 1935 r. Znajduje się na terenach dóbr Białystok oraz włączonego do Białegostoku w lutym 1919 r. z dawnego majątku państwowego „Słoboda”, który następnie został rozparcelowany na działki budowlane w 1925 r. kolonii urzędniczej. Wchodzi w skład założenia architektonicznego tej kolonii rozplanowanej według założeń Miasta Ogrodu. Plac Centralny Miasta Ogrodu znajduje się u zbiegu ulic Kazimierza Pułaskiego (ówczesnej Żurawiej) – głównej alei założenia, Wspólnej i Strzeleckiej. Najstarszą częścią ulicy jest jej odcinek od skrzyżowania z ulicą Stefana Żeromskiego do pierwszego skrzyżowania z ulicą Kazimierza Pułaskiego. Dalej ulica ta przebiegała aż do ul. Południowej. To właśnie te odcinki stanowiły granicę dóbr Białystok. Podobnie jak ulice Dzielna i Południowa o tożsamej etymologii nazw. Część aktualnego jej przebiegu od skrzyżowania z ulicą Wspólną do odcinka za skrzyżowaniem z ul. Stefana Żeromskiego znajduje się w przedwojennym odcinku ulicy Krętej. Dalsze jej wytyczenie nastąpiło już po wojnie w kierunku do ulicy Wiejskiej na gruntach dawnej wsi Swoboda.

## Przebieg
Rozpoczyna się do skrzyżowania z ul. Wiejską. Na całym odcinku ma przebieg jednojezdniowy dwukierunkowy. Na odcinku od ulicy Wiejskiej do ulicy Stefana Żeromskiego od 2014 r. obowiązuje strefa uspokojonego ruchu z ograniczeniem prędkości do 30 km i podwyższonymi równorzędnymi skrzyżowaniami. Składa się z dwóch odróżniających się odcinków: kawaleryjskiego do skrzyżowania z ul. Stefana Żeromskiego i nowomiejskiego do drugiego skrzyżowania z ulicą Kazimierza Pułaskiego.
Odcinek kawaleryjski ma przebieg zbliżony do równoleżnikowego. W tej części ulica ma przebieg prosty i w zasadzie na jednakowym poziomie. Jedynym wyjątkiem jest niewielki taras górny na odcinku od skrzyżowania z ul. Strzelecką do skrzyżowania z ul. Wspólną stanowiącym dojazd do budynków, z którego podziwiać można bryłę kościoła pw. NMP Matki Kościoła. Zasadnicza nitka ulicy w tym miejscu przebiega dołem. Główne skrzyżowania na odcinku kawaleryjskim z ulicami: Wiejską, abp. Edwarda Kisiela, Dzielną i Wspólną, Stefana Żeromskiego.
Odcinek nowomiejski przebiega w historycznym układzie ulicy. Ma urozmaicony przebieg pod względem kształtu i poziomów. Tuż za zakrętem ulica wznosi się do góry, w tym miejscu chodnik ma formę schodków aż do położonego najwyżej budynku numer 10, gdzie następnie przebiega prosto tarasem górnym w kierunku zachodnim z dwoma odgałęzieniami tworzącymi skrzyżowania z ulicą Kazimierza Pułaskiego oraz kolejnymi dwoma odgałęzieniami zbiegającym przy budynkach pod numerami 20 i 22 do jej tarasu dolnego w kierunku Osiedla Kameralnego i ulicy Tadeusza Jasińskiego, z którą tworzy dwa skrzyżowania dolne i górne.
W jej przebiegu znajdują się dwa place bezimienne: na odcinku kawaleryjskim niewielki przy skrzyżowaniu z ul. abp. E. Kisiela przed pocztą – zagospodarowany jako zieleniec, w którego centrum do niedawna stała budka telefoniczna i na odcinku nowomiejskim przed budynkiem pod nr 10 – w kształcie półkola, wybrukowany, użytkowany jako parking.

## Otoczenie
Na ulicy Zachodniej lub w jej pobliżu znajdują się m.in.:
- Miasteczko akademickie Politechniki Białostockiej,
- Hotel Pod Herbem przy ul. Wiejskiej,
- osiedlowe centrum handlowe, lokale cukiernicze i gastronomiczne na odcinku kawaleryjskim;
- skatepark;
- Urząd Pocztowy Białystok 33 w budynku pod numerem 5B,
- Kościół parafialny pw. NMP Matki Kościoła,
- Dwie szkoły: społeczna i prywatna z charakterystycznym budynkiem z wieżyczką w kształcie ołówka,
- Dom Studenta nr 1 Uniwersytetu w Białymstoku przy ul. Stefana Żeromskiego z charakterystycznymi trzema wieżyczkami w kształcie ołówków,
- Cerkiew pw. Św. Jerzego przy ul. Kazimierza Pułaskiego,
- źródła dopływu Bażantarki w okolicach jednostki PSP przy ul. Transportowej[7];
- Kościół parafialny pw. Św. Karola Boromeusza przy ul. Kazimierza Pułaskiego;
- Osiedle Kameralne składające się z 3 budynków na planach podków.

## Komunikacja miejska
- w kierunku południowym przy ul. Wiejskiej tuż za skrzyżowaniem z ulicą Zachodnią znajduje się przystanek komunikacji miejskiej nr inw. 527 pn. Wiejska/Zachodnia[8] dla linii autobusowych 3, 10, 11, 16, 23, 26, 104;
- w kierunku zachodnim przy ul. Kazimierza Pułaskiego tuż za pierwszym skrzyżowaniem z ulicą Zachodnią znajduje się przystanek komunikacji miejskiej nr inw. 381 pn. Pułaskiego/Zachodnia[9] dla linii autobusowych 2, 16, 23, 26;
- na początku 2019 r. Instytut Sobieskiego w Warszawie w raporcie pt. „Tramwaj dla polskich miast” zaprojektował linie tramwajowe m.in. dla Białegostoku[10]. W projekcie tym linia tramwajowa promienia południowego przebiegająca od stacji kolejowej Białystok Nowe Miasto do Placu NZS miałaby mieć bieg przez kawaleryjski odcinek ulicy Zachodniej z przystankiem przy skrzyżowaniu z ulicą abp. Edwarda Kisiela. Projektowana linia tramwajowa przebiegałyby przez skrzyżowania z ulicą Zachodnią ulic Stefana Żeromskiego i oboma z ulicą Kazimierza Pułaskiego. Dwa przystanki tramwajowe dla mieszkańców nowomiejskiego odcinka ulicy Zachodniej planowane są przy ulicy Kazimierza Pułaskiego obok ulicy Orląt Grodzieńskich i cerkwi pw. Św. Jerzego.